# NGC 3318
NGC 3318 este o galaxie spirală situată în constelația Velele. A fost descoperită în 2 martie 1835 de către John Herschel. Se află la o distanță de 35,16 de megaparseci de Pământ.